# Sint-Lambertuskapel (Valender)

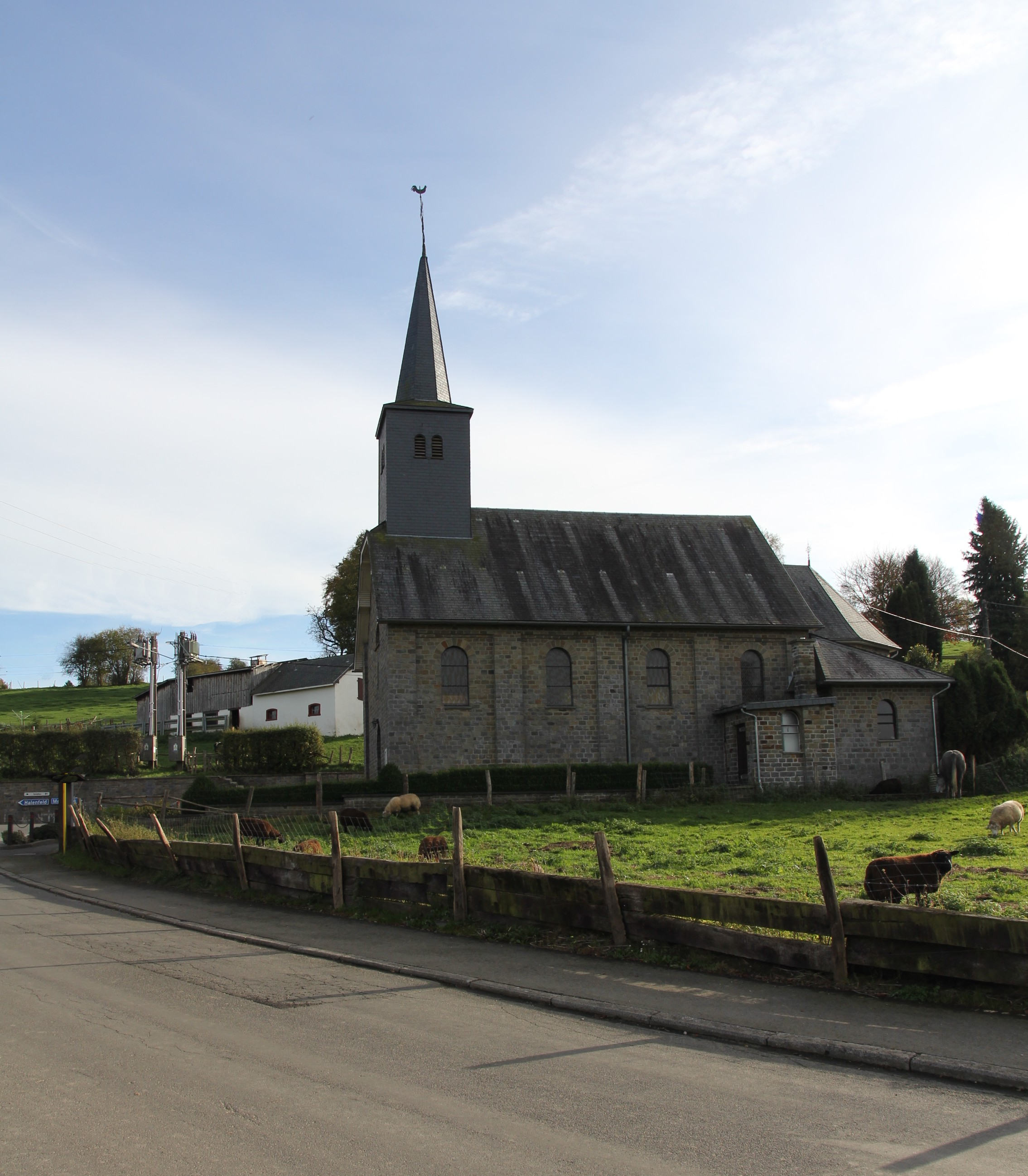
Sint-Lambertuskapel

De Sint-Lambertuskapel (Duits: Sankt Lambertuskapelle) is een kapel, feitelijk een kerkje, in de tot de gemeente Amel behorende plaats Valender in de Belgische provincie Luik.
Een eerste kapel werd gebouwd in 1711. De huidige kapel werd gebouwd in 1939 en ingezegend in 1940. De oorspronkelijke kapel werd in 1956 gesloopt, daar hij in de weg stond.
De huidige kapel is een eenvoudig zaalkerkje met een vierkant torentje boven het ingangsportaal, dat geheel met leien is bedekt.